# اه (بلژیک)
شهر اه (به فرانسوی: Heers) در شهرستان تنژران در استان لمبورگ در منطقه فلاندری در کشور بلژیک واقع شده‌است.